# René Strehler
René Strehler (Affoltern am Albis, 13 april 1934) is een voormalig Zwitsers wielrenner.
Hij was prof van 1955 tot 1962 en boekte zijn grootste wegsuccessen in eigen land, hij was daarnaast een succesvol achtervolger op de baan.

## Belangrijkste resultaten
1955
- 1e etappe 1 & etappe 3a Ronde van Romandië
- 1e Ronde van Romandië
- 1e etappe 6 Ronde van Zwitserland
- 2e WK Baan, achtervolging

1956
- 1e etappe 2 Ronde van Romandië
- 3e Ronde van Romandië
- 1e etappe 6, etappe 3 & etappe 8 Ronde van Zwitserland

1960
- 1e Zwitsers wegkampioenschap
- 3e Ronde van Zwitserland

## Resultaten in voornaamste wedstrijden
| Jaar | Ronde van Italië | Ronde van Frankrijk | Ronde van Spanje |
| ---- | ---------------- | ------------------- | ---------------- |
| 1956 |                  |                     |                  |
| 1957 | opgave           |                     |                  |
| 1958 |                  |                     |                  |
| 1960 |                  | 37e                 |                  |

| Jaar | Milaan-San Remo |  | WK op de weg |
| ---- | --------------- |  | ------------ |
| 1956 | 82e             |  |              |
| 1957 | 74e             |  |              |
| 1958 | 10e             |  |              |
| 1960 |                 |  | 29e          |